# Vrbjani (Krivogastani)
Vrbjani (macedónul: Врбјани) település Észak-Macedóniában, a Pelagonijai körzet Krivogastani járásában.

## Népesség
| Lakosok száma | 527  | 516  | 503  | 468  | 431  | 334  | 316  | 294  | 249  |
|               | 1948 | 1953 | 1961 | 1971 | 1981 | 1991 | 1994 | 2002 | 2021 |

- 2002-ben 294 lakosa volt, akik mindannyian macedónok.